# Hollener Pesteiche

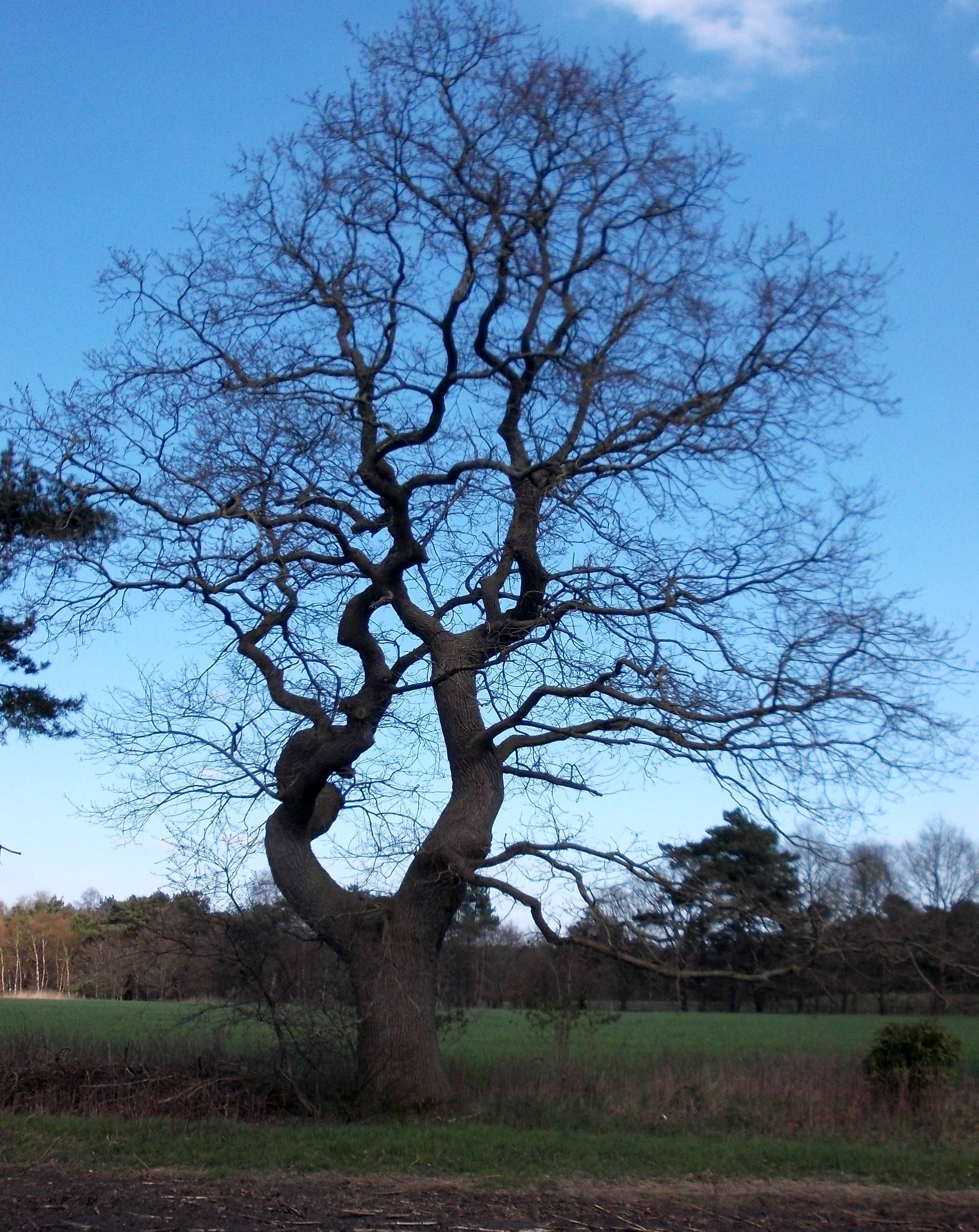
Hollener Pesteiche

Die Hollener Pesteiche ist ein Naturdenkmal (ND CUX 159) in  Hollen, einem Ortsteil der niedersächsischen Gemeinde Beverstedt im Landkreis Cuxhaven. Sie steht am Feldrand etwa 500 Meter entfernt von der Kreisstraße, die an Hollen vorbeiführt.

## Beschreibung
Die Pesteiche soll an die Zeit der Rinderpest erinnern. Damals litten nicht nur Menschen, sondern auch Tiere in der Landwirtschaft. Das führte dazu, dass vor allem Rinder außerhalb der Dörfer gehalten wurden, damit sie sich nicht ansteckten. Tiere wurden an Bäumen angebunden, in Pestgruben wurden behelfsmäßige Stallungen gebaut.

## Geschichte
„Im Dorfe wird die ‚Pesteiche‘ als Erinnerung an eine schwere Zeit und als Naturdenkmal hoch in Ehren gehalten. Es kann keinem Zweifel unterliegen, dass diese Eiche eine Erinnerung an die Zeit der Rinderpest ist.“

Nach der Hollener Chronik war die verheerende und gefürchtete Krankheit der Rinder in den russischen Steppen und auf Korea heimisch und kam bei Kriegen über große Landstrecken nach Europa. 1709 bis 1717 verbreitete sie sich in ganz Europa. In Deutschland herrschte sie letztmals 1878 und 1879. Es starben bis zu 95 Prozent des Tierbestandes.

„Mit dem Verlust des Viehbestandes verlor der Bauer die Grundlage seiner Wirtschaft und war darum bemüht, wenigstens einige Stücke zu retten, um mit diesen den Viehbestand wieder aufbauen zu können.“

In Hollen erzählt man sich, dass die Rinderpest durch fahrendes Volk ins Dorf gekommen sei. Die wenigen Tiere, die nicht an der Pest erkrankt waren, trieb man in die Heide und band sie an der Eiche fest. Dort sollen auch Pestgruben gelegen haben. Wer das Vieh versorgte, durfte nicht ins Dorf zurück. Man sagte, der „Pesthauch“ hinge auch in den Kleidern. Auch Katzen und Hunde mussten getötet werden.
Die Rettung in Hollen sei gelungen, wird erzählt, vier Bauern hatte das Dorf damals, die sich mit den geretteten Tieren eine neue Existenz aufbauen konnten.